# Juan Garland

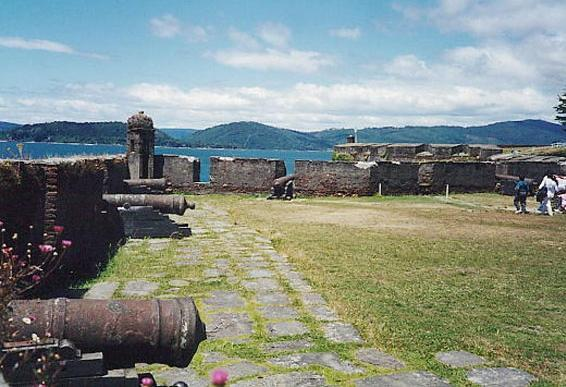
Vista del Castillo de San Sebastián de la Cruz en Corral, una de las numerosas obras defensivas de Garland en la zona de Valdivia.

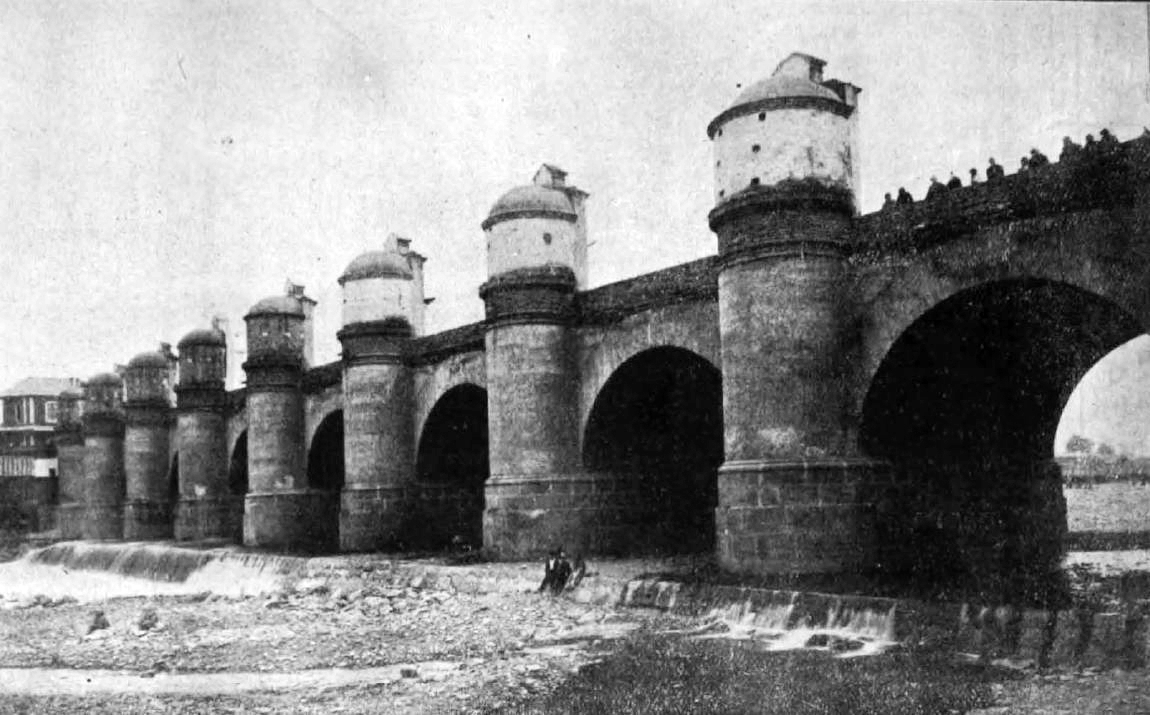
El Puente de Calicanto, edificado a partir del diseño de Juan Garland. La obra después sería dirigida técnicamente por el ingeniero José Antonio Birt.

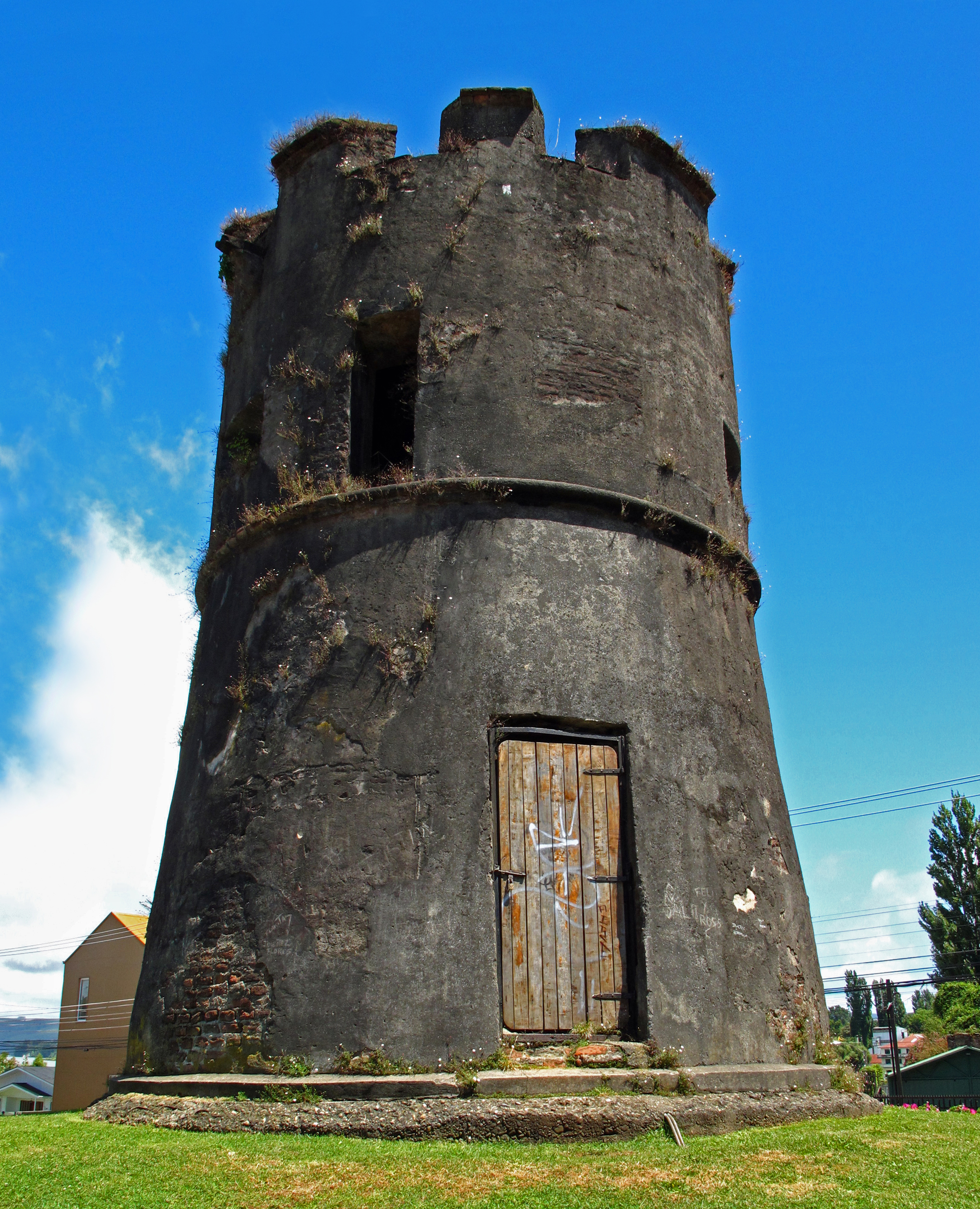
El torreón El Canelo, otra de las obras defensivas de Garland que todavía se conserva en Valdivia.

Juan Garland y White, nacido John Garland ( Irlanda, ¿? - † Goleta Marina, Mar Caribe, diciembre de 1775) ingeniero militar irlandés al servicio de la corona española, que dirigió muchas de las mayores obras públicas realizadas en Chile durante el periodo colonial. 

## Datos biográficos
Nació en Irlanda. Se enroló en el Regimiento Hibernia, al servicio de España, y llegó a ser caballero de la Orden de Santiago. En octubre de 1756 fue uno de los cuatro ingenieros fundadores de la Real Sociedad de Matemáticas en Madrid, dirigida por Pedro de Lucuce, en su calidad de ingeniero ordinario del ejército. Entre otras labores como ingeniero militar estuvo involucrado en los primeros trabajos científicos de distancias topográficas hechas en España, midiendo -por orden del Conde de Aranda- el camino entre Madrid y Aranjuez en abril de 1757.
Fue trasladado a Chile con el fin de mejorar las defensas militares del país. Allí dirigió sus obras más conocidas. Trajo a Chile como delineador ayudante a Ambrosio O'Higgins, futuro gobernador del reino, virrey del Perú y padre del independentista Bernardo O'Higgins. Ya contando con el grado de teniente coronel, y a la muerte de Félix de Berroeta, fue designado gobernador de la plaza fuerte de Valdivia, en julio de 1768, por el capitán general de Chile, Antonio de Guill y Gonzaga. Fue confirmado después por el siguiente capitán general, Juan de Balmaseda y Censano Beltrán. Garland ejerció el cargo de gobernador hasta marzo de 1773. Es autor también de diversos mapas topográficos sobre el actual territorio chileno. Trabajo en varias obras junto al ingeniero José Antonio Birt.
Es considerado, junto con Joaquín Toesca, una de los principales figuras en construcción, ingeniería y arquitectura que ejerció en Chile en el siglo XVIII.
Murió a bordo de la goleta Marina en el Mar Caribe, después de haber cruzado el istmo de Panamá, en diciembre de 1775, mientras realizaba un viaje a España, donde se le había convocado por orden superior. Su muerte se debió al "tabardillo" (como se nombraba habitualmente entonces al tifus).

## Obras
Entre sus obras se encuentran los castillos del sistema de fuertes de Valdivia; los planos del palacio del Cabildo de Santiago; la elección del nuevo emplazamiento y trazado de la ciudad de Concepción, que fue trasladada en 1765 como resultado del maremoto de 1751; la desaparecida iglesia mayor de Valdivia; la remodelación de los tajamares del Mapocho (1765), la dirección del mejoramiento del camino andino entre Santiago y Mendoza, además de participar en el diseño del Puente de Calicanto.
También a Garland se debe la creación en 1765 de las Reales Fábricas de tejas y ladrillos de la Isla Teja, frente a Valdivia, que era llamada hasta entonces Isla de Valenzuela. La instalación tenía importantes dimensiones en relación con el tamaño de la colonia y en 1770 producía 400.000 ladrillos mensuales. En 1766 también levantó una segunda fábrica de ladrillos en el Castillo de Niebla, aunque de menor envergadura que la de Teja.